# 33º Reggimento fanteria "Livorno"
Il 33º Reggimento fanteria "Livorno" è stata un'unità militare del Regio Esercito Italiano e, con la denominazione 33º Battaglione Fanteria d'Arresto "Ardenza", dell'Esercito Italiano.

## Storia

### Le origini
Trae le sue origini dal 5º reggimento di linea del Governo provvisorio della Toscana, costituito il 5 maggio 1859, con l'unione del II e IV battaglione di linea dell'esercito granducale. Assunse la denominazione 33º reggimento fanteria il 30 dicembre 1859 ed il 25 marzo 1860 entrò a far parte dell'esercito sardo. Prese parte alla seconda guerra d'indipendenza.

### Il 33º battaglione fanteria arresto "Ardenza" (1976-1991)

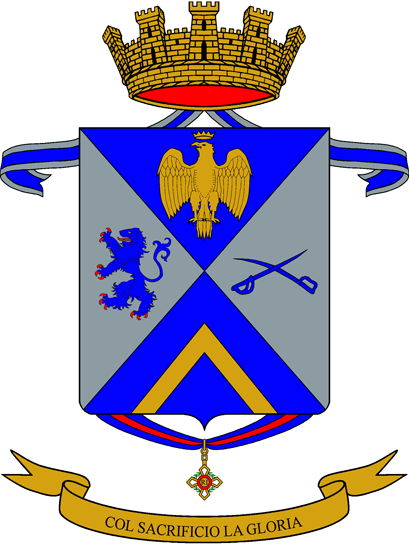
Stemma araldico del 33º Btg. fanteria d'arresto "Ardenza", erede del 33º Rgt. fanteria "Livorno"

Il 1º ottobre 1976 a seguito dello scioglimento dei reggimenti, sulla base dei quadri del III battaglione del 53º Reggimento fanteria di arresto "Umbria", venne costituito il 33º battaglione fanteria arresto "Ardenza", che ha ereditato dal 33º fanteria "Livorno" la Bandiera, le tradizioni, il motto, le mostrine ma non il nome, già attribuito ad altra Unità in vita (28° gr. a.camp.).
Il nome "Ardenza", località di Livorno, venne scelto per ricordarne le origini toscane e la continuità storica con la brigata "Livorno".
La sede viene stabilita a Fogliano Redipuglia (caserma "Cornelio De Colle"), con un distaccamento a Perteole, frazione di Ruda (caserma "Bruno Jesi") e viene inquadrato nella Brigata Meccanizzata "Gorizia" (con sede a Gorizia) facente parte della Divisione "Folgore".
Il 1º ottobre 1986 a seguito dello scioglimento delle Divisioni, viene inquadrato nella Brigata "Vittorio Veneto". In seguito alla soppressione della brigata, avvenuta il 31 luglio 1991, anche il battaglione il 30 novembre 1991 venne sciolto e la sua bandiera consegnata al sacrario delle bandiere del Vittoriano a Roma.

### Stemma
Lo stemma del 33º Battaglione fanteria d'Arresto "Ardenza" era così blasonato:
Scudo Inquartato in croce di S. Andrea. Nel primo di azzurro, un'aquila d'oro. Nel secondo d'argento un leone rampante d'azzurro. Nel terzo, d'azzurro, uno scaglione d'oro. Nel quarto, d'argento, due sciabole d'azzurro incrociate - una lama ricurva austriaca e una lama diritta italiana.
Corona turrita.
Ornamenti esteriori:
lista bifida: d'oro, svolazzante, collocata sotto la punta dello scudo, incurvata con la concavità rivolta verso l'alto, riportante il motto: "COL SACRIFICIO LA GLORIA"
onorificenza: accollata alla punta dello scudo con l'insegna dell'Ordine Militare d'Italia pendente al centro del nastro con i colori della stessa.
nastri rappresentativi delle ricompense al Valore:

## Insegne e Simboli
- Il Reggimento indossa il fregio della Fanteria (composto da due fucili incrociati sormontati da una bomba con una fiamma dritta). Al centro nel tondino è riportato il numero "33".
- Le mostrine del reggimento sono rettangolari di colore arancione . Alla base della mostrina si trova la stella argentata a 5 punte bordata di nero, simbolo delle forze armate italiane.
- Nel 1976 fino al 1986 il 33º Battaglione Fanteria D'arresto indossava sul basco kaki, portato fino al giugno 1981 e sostituito con il basco nero, il fregio della Divisione Folgore.
- Nel 1976 fino al 1986 le mostrine del 33° Ardenza, erano divise a metà, la parte superiore erano blu con al centro un gladio alato, e la metà inferiore arancione con al centro la stella a cinque punte.